# Financiamento climático na Colômbia
O financiamento climático na Colômbia refere-se aos recursos financeiros para ações de mitigação e adaptação às mudanças climáticas. Para isso, o país conta com iniciativas privadas, fundos governamentais e parcerias com a comunidade internacional, como o Fondo Colombia Sostenible (lit.  "Fundo Colômbia Sustentável"), apoiado pelos governos da Noruega, Suécia e Suíça.

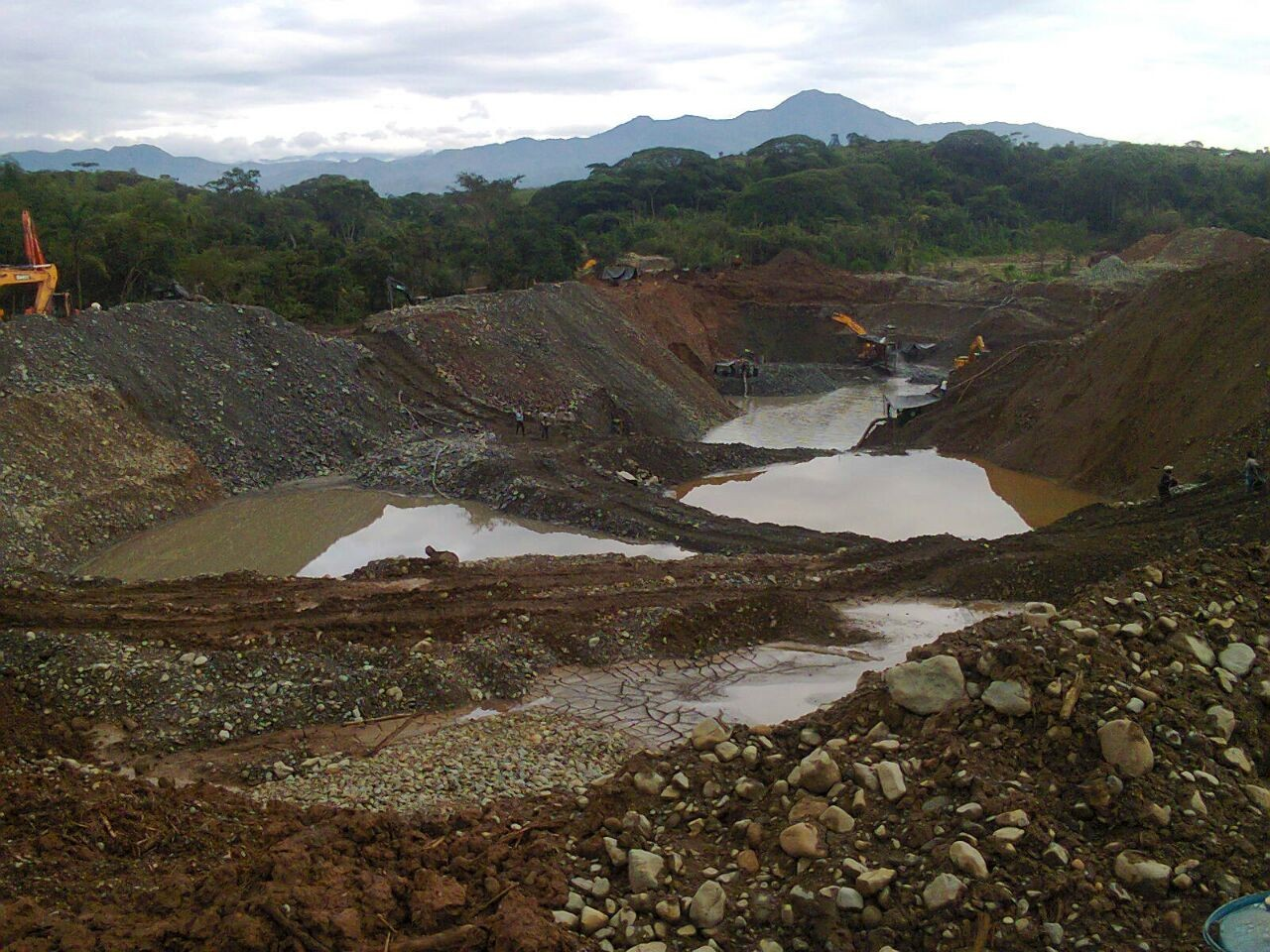
Área de mineração ilegal em Santander de Quilichao. O extrativismo mineral é um dos responsáveis pela degradação ambiental na Colômbia, contribuindo com a contaminação dos já escassos recursos hídricos.

Como um país rico em biodiversidade, as iniciativas colombianas voltadas à economia verde visam mitigar os impactos ambientais do desenvolvimento econômico e encontrar meios de mobilizar recursos de forma sustentável, cumprindo com os objetivos previstos na Estratégia Nacional de Financiamento Climático e demais metas de longo prazo estabelecidas nacional e internacionalmente.

## Contexto climático e vulnerabilidades

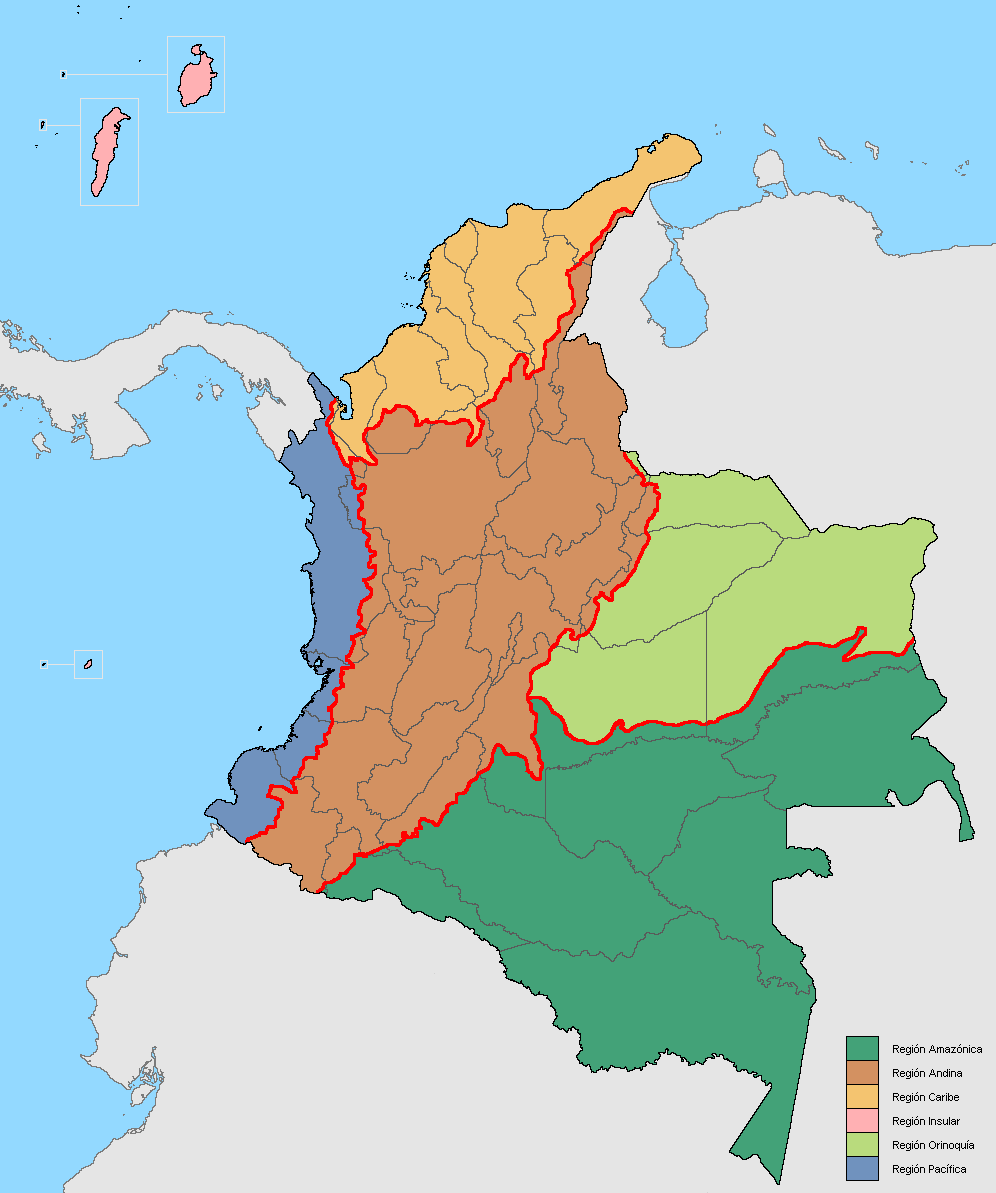
Regiões naturais da Colômbia

Segundo a Organização das Nações Unidas, a Colômbia está entre os países com maior biodiversidade do mundo, com 311 tipos de ecossistemas continentais e marinhos por quilômetro quadrado. Sua riqueza ambiental é divida entre seis regiões naturais, das quais a maior é a amazônica, ocupando 42,3% do território nacional continental. A extração ilegal de minerais, o aproveitamento ilegal da flora e da fauna e a grilagem de terras estão entre os fatores que ameaçam a preservação da região. Estima-se que, entre 2001 e 2017, 400.000 hectares foram desmatados na Amazônia colombiana por atividades ilegais.
A exploração de recursos naturais está historicamente ligada ao desenvolvimento econômico do país, que tem suas exportações centradas em combustíveis e produtos de indústrias extrativas, produtos agrícolas e bens manufaturados. Segundo o Departamento Administrativo Nacional de Estatística, os combustíveis (petróleo bruto e seus derivados, carvão, etc.) e produtos oriundos de extrativismo (minérios, sucata de metais e metais não ferrosos) somam US$ 3.067,8 milhões no período de janeiro a fevereiro de 2025, representando a maior parcela das exportações. Dentre as exportações colombianas também destacam-se setores como a agricultura, alimentos e bebidas como o café, produto de impacto significativo na economia nacional e certificado como Indicação Geográfica Protegida desde 2007.

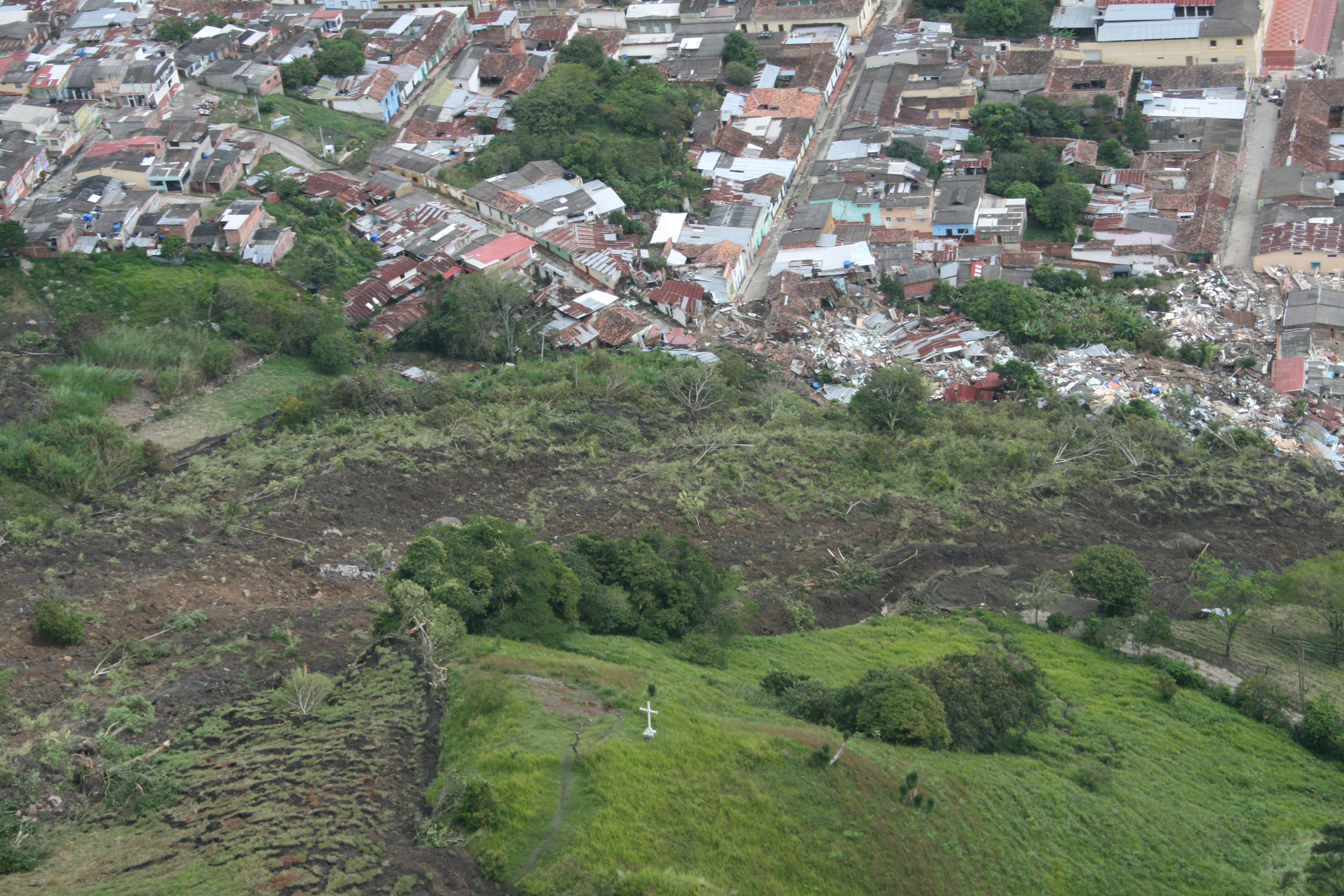
Deslizamento de terra no município de Gramalote, em dezembro de 2010. Cerca de mil casas foram soterradas e a cidade precisou ser reconstruída.

Devido à sua localização geográfica, a Colômbia é considerada um país com grande vulnerabilidade a desastres climáticos, sendo que, a maioria de sua população encontra-se em zonas costeiras ou montanhosas. Conforme levantamento da Unidade Nacional de Gerenciamento de Riscos de Desastres (UNGRD), entre janeiro de 1998 e dezembro de 2021, um total de 21,5 milhões de pessoas foram afetadas por desastres naturais no país. Os deslizamentos de terra e as inundações são as principais causas de danos materiais e mortes.
A escassez de recursos hídricos é mais um fator de vulnerabilidade ligado às mudanças climáticas que atingem o país, uma das cidades atingidas pela crise hídrica é a capital Bogotá, que implementou em 2024 um sistema de racionamento de água que continua em vigor em 2025.

## Marcos legais e institucionais
O equilíbrio entre as principais atividades econômicas do país e a conservação do meio ambiente é pauta de ações governamentais e iniciativas privadas, conforme estabelecido pelo decreto 2811 de 1974, que regulamenta o Código Nacional de Recursos Naturais Renováveis e Proteção Ambiental.

### Constituição de 1991
A Constituição de 1991 é a base da legislação vigente no país. Apesar de não estabelecer normas específicas para mudanças climáticas, a Constituição dedica o capítulo 3 aos "Direitos coletivos e do meio ambiente", mencionando o direito ao meio ambiente sadio em seu artigo 79, bem como concedendo ao Estado o dever de "planejar a gestão e o uso dos recursos naturais para garantir seu desenvolvimento sustentável, conservação, restauração ou substituição".   Segundo a Sentença T-411/92, o conjunto de disposições da Constituição podem ser consideradas uma “Constituição Ecológica”. O Ministério de Fazenda considera que a Constituição de 1991 torna a proteção ao meio ambiente uma norma constitucional, estabelecendo o desenvolvimento sustentável como o modelo de crescimento econômico desejado, expandindo as políticas e acordos institucionais para tal.

### Lei 99 de 1993
A Lei 99 de 1993 é outro marco para o desenvolvimento sustentável e iniciativas financiamento climático no país, mediante esta foram criados o Ministério do Meio Ambiente (atualmente Ambiente e Desenvolvimento Sustentável), o Sistema Nacional Ambiental (SINA) e as Corporações Autônomas Regionais (CAR). Além disso, por meio do SINA, a lei "estabelece fontes de recursos, algumas na forma de receitas destinadas, para o financiamento do setor ambiental".

### Legislações recentes
Dentre as leis, acordos e decretos outorgados na história recente do país acerca da economia verde, destacam-se:
- Acordo de Paris (2015): como um dos países parte do acordo, a Colômbia se comprometeu em reduzir suas emissões de gases de efeito estufa em 20% até 2030, dentre outras disposições que visam a mitigação e adaptação às mudanças climáticas;[1]
- Decreto 298 de 216: responsável por estabelecer o Sistema Nacional de Mudanças Climáticas (SISCLIMA), suas disposições e funcionamento.[27] O SISCLIMA abrange instituições estatais, privadas e sem fins lucrativos com o intuito de reduzir a emissão de gases do efeito estufa;[28]
- Resolução 1283 de 2016: incentiva a implementação de energias renováveis por meio de benefícios fiscais "para novos investimentos em projetos de fontes de energia renováveis não convencionais", concedidos com a Certificação de Benefício Ambiental;[29]
- Lei 2169 de 2021: por meio desta, são estabelecidas metas e medidas acerca do desenvolvimento com baixo carbono, buscando resiliência climática e neutralidade de carbono, conforme suas disposições gerais;[30]
- Declaração conjunta de 17 de abril de 2024: a Colômbia confirma a adesão ao fundo Tropical Forests Forever (TFFF) proposto pelo Brasil na COP28,[31] cujo lançamento está previsto para novembro de 2025, na COP30.[32]

## Financiamento público
Segundo o Departamento Nacional de Planejamento, as fontes de financiamento público têm nível nacional ou subnacional. Dentre estas, estão o Orçamento Geral da Nação, os orçamentos ao nível departamental ou municipal, recursos das Corporações Autônomas Regionais (CAR) e do Sistema Geral de Royalties (SGR). Conforme análise de fevereiro de 2021, o financiamento público doméstico movimentou mais de 4 bilhões de pesos para ações de adaptação ou mitigação de mudanças climáticas nos anos de 2018 e 2019.

### Ministério de Agricultura e Desenvolvimento Rural
O Ministério de Agricultura e Desenvolvimento Rural é um dos oito pilares do SISCLIMA e busca inovação e adaptação do setor rural às mudanças climáticas, em ações conjuntas com o Ministério de Ambiente e Desenvolvimento Sustentável. Em 2024, foi aprovado um investimento de US$ 99,9 milhões para adaptar a agricultura e a pecuária do país às mudanças climáticas. Apesar de parte do investimento ser proveniente de um fundo privado, o Ministério de Agricultura foi responsável pelas negociações que levaram ao acordo.
Sob regulamentação do Ministério de Agricultura e Desenvolvimento Rural, as Áreas de Proteção para a Produção de Alimentos (APPA) são um mecanismo de promoção do desenvolvimento sustentável e igualitário na produção de alimentos.
Através do Fundo para Financiamento do Setor Agropecuário, o ministério trabalha em diversas frentes sustentáveis, como o Incentivo à Capitalização Rural (ICR). A finalidade dos projetos contemplados pelo ICR é definida como "aumentar a competitividade, reduzir os níveis de risco e garantir a sustentabilidade da produção agrícola e pesqueira de forma duradoura".

### Fundo Nacional de Gerenciamento de Risco de Desastres
Sob direção da Unidade Nacional para o Gerenciamento do Risco de Desastres, este fundo recebe e administra recursos do Estado para atender às necessidades que surgem em caso de desastres climáticos ou calamidade pública. Ao declarar estado de desastre natural em dezembro de 2024, devido às inundações que atingiram mais de 30 municípios, foram usados recursos do fundo para garantir o apoio necessário nos departamentos afetados.
O fundo também conta com subdivisões ao nível departamental, distrital e municipal, estas são nomeadas Fundos Territoriais de Gerenciamento de Risco de Desastres.

### Fundo de Adaptação

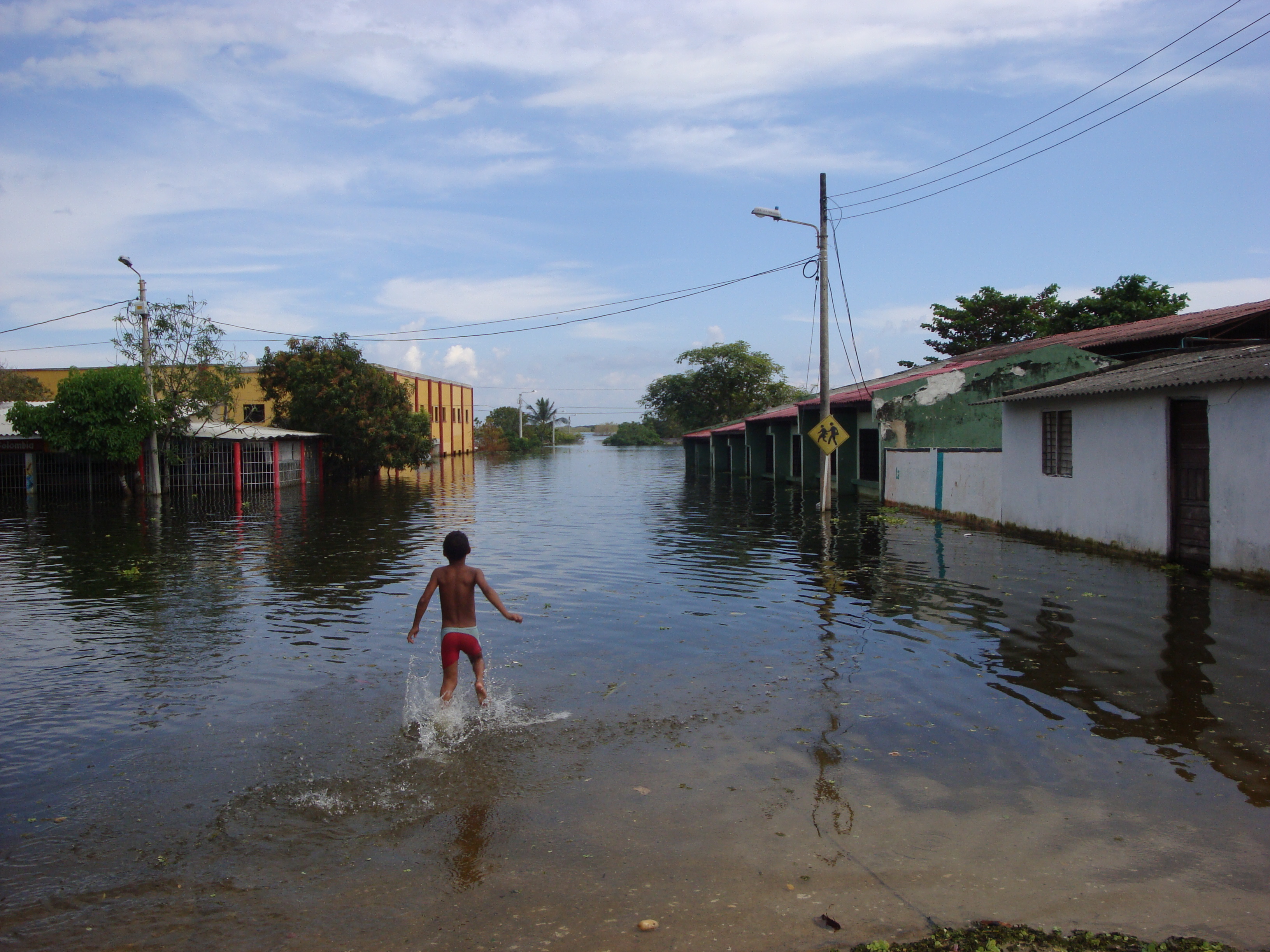
Inundação no Canal del Dique em dezembro de 2010.

O impacto do fenômeno La Niña em 2010 e 2011 levou a Colômbia à criação de um Fundo de Adaptação e elaboração de um Plano Nacional de Adaptação às Mudanças Climáticas (PNACC). A partir de 2015, o fundo se expandiu para diversos setores além dos com ligação direta aos efeitos do La Niña, como água e saneamento, transporte, educação e meio ambiente.
Dentre os macroprojetos subsidiados pelo Fundo de Adaptação, está o Canal del Dique, tido como "um plano de gerenciamento hidrossedimentológico para a restauração de ecossistemas degradados" no canal. A fase de implementação e comissionamento das obras está programada para ser concluída em 2028.

## Financiamento privado
Conforme levantamentos do Departamento Nacional de Planejamento em 2021, o setor privado corresponde a menor parcela de investimentos no país entre 2016 e 2019, entre 8 e 20% do total anual.
O Comitê de Gestão Financeira do SISCLIMA, divide as fontes privadas de financiamento climático em:
- Fundos de capital - O Fondo Acción é um dos fundos privados do país. Sua área de atuação abrange ecossistemas marítmos, ações climáticas, ecossistemas terrestres, entre outros;[49]
- Setor bancário (bancos participantes do Protocolo Verde, acordo de colaboração entre o governo e o setor financeiro) - Bancolombia é uma das instituições financeiras com estratégias de financiamento climático. Em outubro de 2024, o banco anunciou investimentos de mais de 23 bilhões de pesos em projetos de mitigação dos efeitos de mudanças climáticas;[50]
- Mercados de carbono (compra e venda de certificações de redução de emissões de gases de efeito estufa);[51]
- Setor empresarial (empresas que cumprem padrões de sustentabilidade);
- ONGs - Climalab é uma das organizações não governamentais que atuam na frente de adaptação e mitigação de crise climática.[52][53]

## Cooperação internacional e financiamento externo
As fontes de financiamento internacional são divididas em multilaterais e bilateriais. Entre as fontes multilaterais de maior impacto no orçamento climático do país, destacam-se:
- Banco Mundial;
- Comissão Europeia;
- Organização das Nações Unidas para Alimentação e Agricultura;
- Fundo Multilateral do Protocolo de Montreal;
- União Internacional para a Conservação da Natureza;
- Programa das Nações Unidas para o Meio Ambiente;
- Fundo Global para o Meio Ambiente;
- Fundo Mundial para a Natureza.

Já as fontes bilaterais dividem-se em recursos da Cooperação Norte-Sul (Países membro e parceiros da OCDE) e da Cooperação Sul-Sul, em que "Sul" se refere ao contexto geopolítico, ou seja, países em desenvolvimento.
Outro exemplo é o Fondo Colombia Sostenible é uma colaboração intergovernamental com apoio da Noruega, Suíça e Suécia, administrada pelo Banco Interamericano de Desenvolvimento. Em março de 2023, o fundo contava com um total de US$ 53,83 milhões em doações oriundas dos três países, estas foram somadas a US$ 8,0 milhões de investimento local e aplicadas na execução de 27 projetos.

## Principais setores beneficiados
Em 2022, o Banco Mundial aprovou um financiamento de US $1.000 milhões para acelarar a transição energética para fontes de baixo carbono no país. Uma das prioridades do financiamento climático no país, a transição energética está ligada à meta de redução de emissões de gases efeito estufa assumida pela Colômbia no Acordo de Paris.
A descarbonização do setor agropecuário é mais uma das prioridades do Ministério de Agricultura, que conta com uma linha de crédito para acelerar o processo. Entre janeiro e maio de 2024, 3,9 bilhões de pesos foram direcionados para a produção sustentável de alimentos.
Por sua posição geográfica, a Colômbia é vulnerável a desastres ambientais, de modo que, grande parte de seus recursos em financiamento climático são destinados à gestão de desastres naturais, como degradação do solo, escassez hídrica e inundações. Um dos desastres climáticos de grande magnitude na história recente, o fenômeno La Niña custou 2,2% do PIB do país entre 2010 e 2011. No primeiro semestre de 2024, o pais movimentou US$ 41 milhões em questões de desastres climáticos.
O desmatamento e a manutenção de biomas e ecossistemas é mais uma preocupação da Colômbia, que tem 24% de seus ecossistemas ameaçados. Em outubro de 2024, foram anunciados os bonds de biodiversidade, um crédito de US$ 50 milhões subsidiado pela Corporação Financeira Internacional. O fundo visa a manutenção de biomas e ecossistemas, restaução e conservação de florestas, além de acelerar a transição para a economia verde, segundo Susana Muhamad, então ministra do meio ambiente.

## Impactos e resultados
As metas de mitigação e adaptação às mudanças climáticas estabelecidas pela Colômbia a deixam em posição de destaque frente a outros países de sua região geográfica. Segundo a avaliação de junho de 2024, do Fórum Econômico Mundial, o país avançou do 39º para o 35º lugar no raking de transição para energia limpa.
Em 2024, cidades como Barranquilla e Medellín estavam comprometidas com a restauração da natureza em suas áreas urbanas. Beneficiado pelo projeto, o pântano de Mallorquín teve 600 hectares de sua área restaurados. Já em Medellín, 215 espécies nativas foram plantadas, melhorando a qualidade do ar na região.
O desmatamento na Amazônia colombiana atingiu sua mínima histórica em 2023. Segundo Susana Muhamad, a área desmatada no ano em questão foi de 792 km², uma queda de 36% em relação aos 1.235 km² do ano anterior.
Conforme levantamento de dezembro de 2023, o número de produtores "verdes" ultrapassa 970, segundo o Ministério de Ambiente do país. Empresas verdes tiveram um crescimento de 30%, segundo dados de 2022, atigindo a marca de 4000 distribuídas entre 750 municípios.

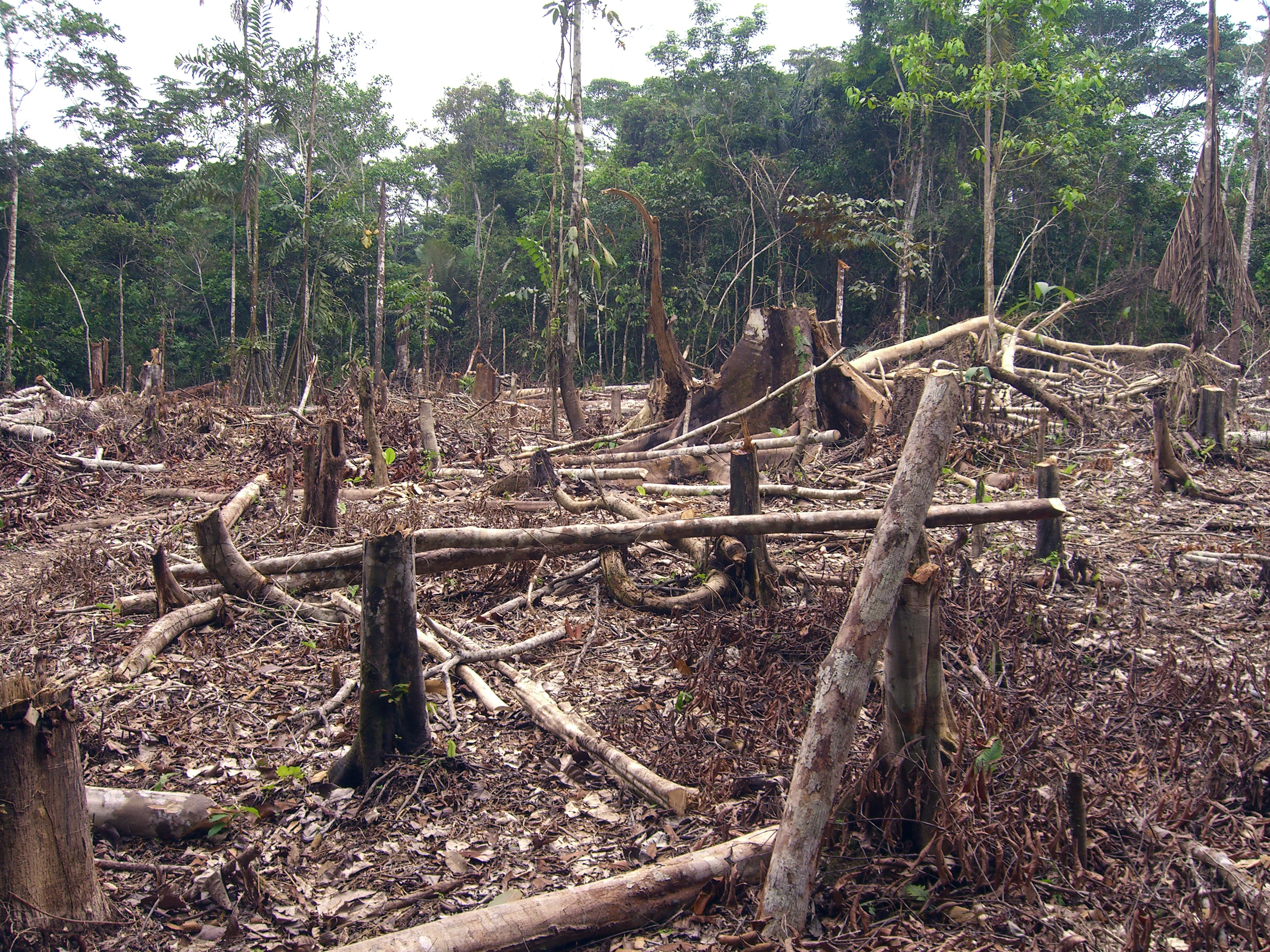
Desmatamento na Amazônia colombiana.

## Críticas e controvérsias
Apesar de sua liderança em políticas de conservação ambiental, a Colômbia é alvo de polêmicas como seus índices de mortalidade para ambientalistas. Segundo dados da Global Witness para 2022, 60 ambientalistas foram mortos no país, o maior número para uma nação naquele ano.
Em 2018, o Governo da Colômbia foi alvo de uma ação judicial movida pela ONG Dejusticia, que reivindicava um plano para zerar o desmatamento na Amazônia.

## Perspectivas futuras
Um dos principais objetivos da Colômbia para o setor climático é a redução das emissões de gases de efeito estufa em 20% até 2030, conforme sua Contribuição Nacionalmente Determinada. O documento prevê ainda adaptações como o "aumento de mais de 2,5 milhões de hectares na cobertura de novas áreas protegidas no Sistema Nacional de Áreas Protegidas" e "delimitação e proteção dos 36 complexos de charnecas da Colômbia (aproximadamente 3 milhões de hectares)".
Outro objetivo do país é descarbonização até 2050, ou seja, zerar suas emissões de carbono. A meta é considerada desafiadora, conforme o Banco Mundial, já que implicaria em uma redução das emissões de, no mínimo, 3% ao ano.
Por outro lado, as estimativas para o caso do país falhar em implementar suas políticas de mudanças climáticas indicam um perda de 3,8 bilhões de pesos no PIB por ano até 2100.